# リチャード・オールダム
リチャード・ディクソン・オールダム（Richard Dixon Oldham FRS、1858年7月31日 - 1936年7月15日）は、イギリスの地質学者。震動記録においてP波とS波と表面波が別々に到着することを初めて明確に識別し、地球の中心に核があるという明確な証拠を発見した。

## 生涯
1858年7月31日、王立協会フェローで地質学者のトマス・オールダムのもとに生まれる。ラグビー校とRoyal School of Minesで教育を受けた。
1879年、インド地質調査所の副所長となりヒマラヤに勤務した。温泉、ソンバレーの地質、ヒマラヤとガンジス平原の構造などの地質学的題目でおよそ40の出版物を書いた。彼の最も有名な研究は地震学である。1897年アッサム地震に関する彼の報告書はそれまでの地震の報告書をはるかに超えたものであった。この中にはチェドラング断層の説明が含まれていた。これには最大35フィートの隆起があり地球の重力加速度を超える地面の加速度が報告されていた。地震学に対する最も重要な貢献は震動記録上でP波、S波、表面波が別々に到着していることを初めて明確にしたことであった。この観測は弾性波の理論と一致していたため地震波の研究では地球を弾性体として扱うことができることを示した。
1903年、体調不良のためインド地質調査所から辞職し、イギリスにもどりキューやウェールズの各地で生活した:110。1906年、記録されたさまざまな地震の到達時間を分析した論文を書いた。彼は地球には核があると結論づけ、その半径を地球の半径の0.4倍以下と推定した。
1908年にライエル・メダルを受賞し、1911年に王立協会フェローとなり、1920年から1922年までロンドン地質学会の会長を務めた。1936年7月15日に死去した:113。

## 出版物
- Oldham, R. D. (1899). “Report of the great earthquake of 12th June, 1897”. Memoirs of the Geological Society of India. Vol. 29. K. Paul, Trench, Trübner & co.
- Oldham, R. D. (1900). “On the Propagation of Earthquake Motion to Great Distances”. Philosophical Transactions of the Royal Society A 194:  135–174. Bibcode: 1900RSPTA.194..135O. doi:10.1098/rsta.1900.0015.
- Oldham, R. D. (1906). “The Constitution of the Interior of the Earth, as Revealed by Earthquakes”. Quarterly Journal of the Geological Society 62 (1-4):  456–475. doi:10.1144/GSL.JGS.1906.062.01-04.21.
- A bibliography of Indian geology; being a list of books and papers, relating to the geology of British India and adjoining countries, published previous to the end of A.D. 1887